# Türkisch-Orthodoxes Patriarchat

Flagge der Türkisch-orthodoxen Kirche

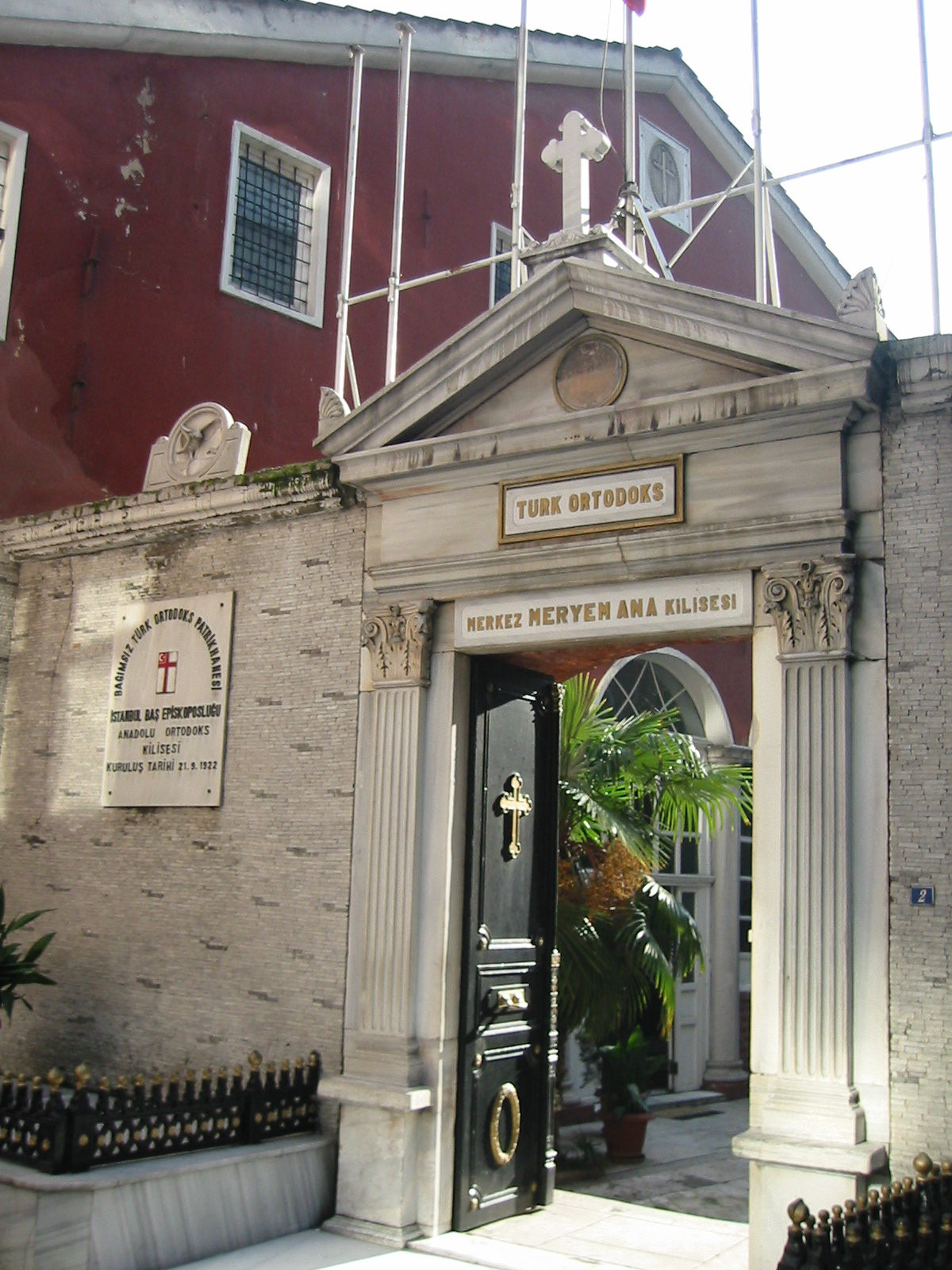
Die Mutter-Maria-Kirche des Patriarchats

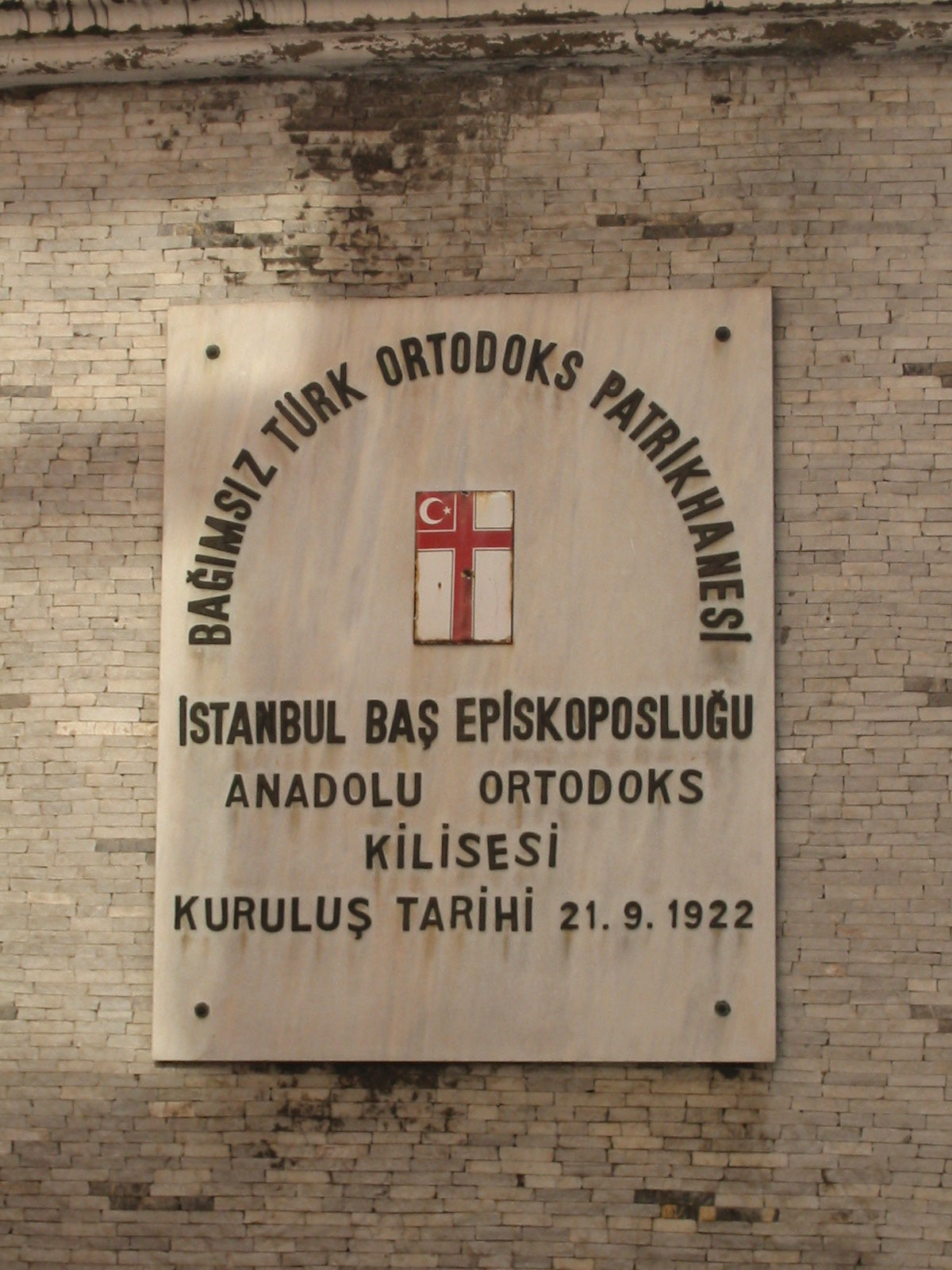
Eingangsschild

Das Türkisch-Orthodoxe Patriarchat (Türk Ortodoks Patrikhanesi) bzw. die Türkisch-Orthodoxe Kirche ist ein autokephales, von den anderen orthodoxen Kirchen nicht anerkanntes Patriarchat im Umfeld der Orthodoxen Kirchen in Istanbul. 
Es wurde in den 1920ern im Zuge des türkischen Befreiungskriegs während der griechischen Besetzung Anatoliens in Kayseri ins Leben gerufen und wurde geführt von dem der Volksgruppe der Karamanlı angehörenden Priester Zeki Erenerol (* 1884 in Akdağmadeni als Pavlos Karahisarithis). Aufgrund des Bevölkerungsaustauschs von 1923 zwischen der Türkei und Griechenland, verlor die Kirche ihre kleine orthodoxe Gemeinde in Kayseri und zog nach Istanbul um.
Anlass war, dass Erenerol das Ökumenische Patriarchat von Konstantinopel als Repräsentanten der ihm verhassten griechischsprachigen orthodoxen Bevölkerungsgruppe der Türkei ansah. Er selbst gehörte einer in Anatolien beheimateten, turksprachlichen Bevölkerung orthodoxen Glaubens an. Sein Bestreben, die Orthodoxie des Landes zu turkisieren, um ihr ein Überleben in der neuen national bestimmten Umgebung zu ermöglichen, brachte ihm sehr rasch die Unterstützung der neuen Türkischen Republik ein, jedoch ebenso schnell auch die Exkommunikation durch das Ökumenische Patriarchat.

## Gründung
Im November 1921 berief Erenerol eine Versammlung von 72 seiner Anhänger nach Kayseri ein, mit dem Ziel, die Orthodoxie der Türkei von griechischen Einflüssen zu befreien. Am 21. September 1922 wurde folglich eine neue Kirche unter der offiziellen Bezeichnung „Unabhängiges Türkisch-Orthodoxes Patriarchat“ gegründet. Die neue Kirche behauptete, 400.000 türkischsprachige Christen, vor allem aus der Region Kappadokien zu vertreten. Metropolit Prokopios wurde zum Patriarchalvikar ernannt und eine Synode aus zwölf Bischöfen wurde eingesetzt. Türkisch wurde zur offiziellen Liturgiesprache bestimmt. Im Januar 1923 wurde Erenerol, mit Unterstützung der türkischen Regierung, zum Patriarchen ernannt. Er trat das Amt unter dem Namen Baba Eftim I. an. Der ganz überwiegende Teil der orthodoxen Christen der Türkei hielten jedoch trotz der Neugründung weiterhin dem Ökumenischen Patriarchat die Treue.
Die Abspaltung fiel in eine Zeit extremer türkisch-griechischer Feindseligkeiten. In einem im Vertrag von Lausanne vorgesehenen, zum Teil aber auch nur nachträglich legitimierten „Bevölkerungsaustausch“ wurden damals rund 1,5 Millionen orthodoxe Bürger der Türkei als „Griechen“ nach Griechenland vertrieben, von wo wiederum 500.000 muslimische griechische Staatsangehörige, die nach den Balkankriegen noch im Land geblieben waren, als „Türken“ ausreisen mussten. Viele Menschen kamen bei den Übergriffen ums Leben. Diese allein aufgrund der Konfession bestimmte nationale Zuordnung stürzte Bevölkerungsgruppen in große Not, die zwar Muslime bzw. Orthodoxe waren, sich aber nicht als Türken oder Griechen identifizieren konnten und wollten. Neben den Karamanlis, die Erenerol folgten, auf türkischer waren dies etwa auf griechischer Seite die Çamen. Erenerol versuchte, sich durch ostentative Abgrenzung von den ungeliebten Griechen als guter Türke, wenngleich Christ, zu positionieren.
Während der Vertragsverhandlungen verwies die türkische Delegation auf die neue Kirche, um zu beweisen, dass ein weiterer Verbleib des Ökumenischen Patriarchats in Istanbul nicht erforderlich sei, das (von der Türkei nicht als solches anerkannte) Oberhaupt der orthodoxen Weltkirche seine Residenz mithin nach Griechenland verlegen könne, da die orthodoxen Christen der Türkei ja nun über eine eigene Nationalkirche verfügten.

## Entwicklung
Mit der letztlichen Einwilligung der türkischen Regierung, das Ökumenische Patriarchat doch in Istanbul bestehen zu lassen, und der anhaltenden Vertreibung der kappadokischen Christen verlor die türkisch-orthodoxe Kirche schnell jede Existenzgrundlage. Immerhin konnte Baba Eftim Residenz in Istanbul nehmen und bekam von der Regierung einige Gebäude zugewiesen, die zuvor vertriebenen Griechen gehört hatten. Außer ihm durften sich auch 65 seiner Anhänger in Istanbul niederlassen.
Eine Besetzung des Ökumenischen Patriarchats in Phanar durch Baba Eftim wurde nach 17 Tagen von der Polizei beendet. Erenerol erklärte, er wollte mit der Besetzung gegen den damaligen Patriarchen Gregor VII. protestieren, dem er eine pro-griechische Haltung vorwarf; versuchte jedoch, den Titel des Ökumenischen Patriarchen für sich selbst zu beanspruchen. Am 19. Februar 1924 folgte daraufhin die förmliche Exkommunikation durch das Ökumenische Patriarchat. Schließlich konnte Erenerol immerhin die Kirche Panaghia Kaphatiani im Stadtteil Karaköy (Galata) in Besitz nehmen, wo im Juni 1924 die zweite Versammlung der jungen Kirche stattfand. Im selben Viertel wurde am 31. März 1926 eine zweite Kirche, Sotiros Christos, besetzt, die jedoch 1948 auf Druck der Regierung an das Ökumenische Patriarchat zurückgegeben werden musste.
Die Gemeinschaft gab mit dem Anadolu’da Ortodoksluk Sadasi („Stimme der Orthodoxie in Anatolien“) eine eigene Zeitung heraus, die jedoch nur 16 Mal erschien (zwischen Juli 1922 und Februar 1923). Eine zweite Zeitung mit dem Titel Metarithmisis erschien zwischen 1926 und 1932 in türkischer Sprache, jedoch in griechischen Buchstaben. Die Zeitung versuchte, für die Sache der Türkisch-Orthodoxen Kirche zu werben und insbesondere unter den damals noch rund 100.000 griechisch-orthodoxen Bewohnern der Stadt Anhänger zu gewinnen, jedoch letztlich ohne erkennbaren Erfolg.
Aus Mangel an Geistlichen begann Eftim, seine Verwandten zu Priestern zu weihen, so 1937 seine Neffen Ermis und Doran und seinen Sohn Turgut, sein zweiter Sohn Selçuk wurde 1956 Diakon. Turgut wurde am 15. Oktober 1961 gar zum Bischof geweiht. Am 28. Februar 1964 trat er als zweiter Patriarch der türkisch-orthodoxen Kirche die Nachfolge seines Vaters an, der aus Krankheitsgründen sein hohes Amt abgeben musste.
„Patriarch“ und Kirchengründer Baba Eftim I. starb am 14. März 1968. Das Ökumenische Patriarchat verweigerte aufgrund der Exkommunikation die Beisetzung auf einem orthodoxen Friedhof. Erst nach persönlicher Intervention des türkischen Präsidenten Cevdet Sunay konnte Erenerol auf dem griechischen Friedhof im Stadtteil Şişli beigesetzt werden.

## Kirche nach dem Tod des Gründers
Turgut Erenerol regierte seit 1964 als Patriarch Baba Eftim II. die überschaubare Gemeinde der türkisch-orthodoxen Kirche. Im August 1965 besetzten streitbare Kirchenmitglieder zwei weitere bisher griechische Kirchen, Aghios Nikolaos und Aghios Ioannis Prodromos, beide ebenfalls in Viertel Karaköy gelegen. Eftim II. starb am 9. Mai 1991 und konnte wiederum erst nach heftigen Auseinandersetzungen mit dem Ökumenischen Patriarchat seine letzte Ruhe auf einem orthodoxen Friedhof finden. Sein Bruder Selçuk Erenerol wurde unter dem Namen Papa Eftim III. sein Nachfolger im Amt des Patriarchen.
Im Jahr 1994 kam es zu ernsthaften Verhandlungen über eine Ausdehnung des bislang bescheidenen Aktionsradius der Kirche. Die Gagausen, eine in Moldawien lebende türkischsprachige christliche Volksgruppe, waren nach dem Zerfall der Sowjetunion auf die türkisch-orthodoxe Kirche aufmerksam geworden. Ein Besuch des Präsidenten der Autonomen Republik Gagausien, Stephan Topal, beim Patriarchen führte jedoch letztlich zu keinem greifbaren Ergebnis.

## Das Ende
Im Jahr 2002 trat „Patriarch“ Baba Eftim III. von seinem Amt aus Protest gegen die seiner Ansicht nach zu milde Haltung der türkischen Regierung gegenüber dem Ökumenischen Patriarchat zurück. Er sah sich als Opfer der türkischen Bemühungen um einen Beitritt zur Europäischen Union, die er vehement ablehnte. „Unser 80-Jähriger nationaler Kampf ist nun zu Ende, diese Entscheidung wird das Ökumenische Patriarchat und Griechenland glücklich machen, und ihr könnt endlich der EU beitreten“ schrieb er in seinem Rücktrittsschreiben an die türkische Regierung (die diesen Rücktritt jedoch nicht akzeptierte). Wenige Wochen darauf, im Dezember 2002, verstarb Selçuk Erenerol.

## Die Türkisch-Orthodoxe Kirche heute
Baba Eftim III. bekam keinen Nachfolger. Sein Sohn Pasa und sein Neffe Erkin, die noch im August 2000 zu Diakonen geweiht wurden, treten heute nicht mehr öffentlich in Erscheinung. Lediglich seine Tochter Sevgi Erenerol verblieb als letzte öffentliche Repräsentantin der türkisch-orthodoxen Kirche. Sie nimmt gelegentlich an Treffen ultranationalistischer Gruppierungen teil, um dort die Missionsbemühungen ausländischer Kirchen in der Türkei oder den angestrebten EU-Beitritt zu verdammen.
Die Zahl der Anhänger der Türkisch-Orthodoxen Kirche ist umstritten und unklar, sie liegt vermutlich im zweistelligen Bereich und dürfte sich auf die Mitglieder der Familie Erenerol beschränken. Dem Patriarchat unterstehen in Istanbul drei Kirchen, von denen jedoch in zwei seit Jahren kein Gottesdienst mehr stattfindet, in der dritten (Aya Yani Kilisesi) nur deshalb, weil sie seit Beginn der 90er Jahre an die assyrische Gemeinde vermietet ist. Die Kirche wurde am 29. April 2000 durch einen Bombenanschlag beschädigt. Das Ökumenische Patriarchat hat die Vereinnahmung der drei Kirchenbauten nie akzeptiert und fordert bis heute ihre Rückgabe.

## Die Patriarchen
Die Türkisch-Orthodoxe Kirche hatte bisher drei Patriarchen. Das Amt blieb dabei innerhalb der Familie Erenerol:
- Eftim I. (Pavli Eftim Erenerol, 1923–1964)
- Eftim II. (Turgut Erenerol, Sohn von Pavli, 1964–1991)
- Eftim III. (Selçuk Erenerol, Bruder von Turgut, 1991–2002)
- Eftim IV. (Paşa Ümit Erenerol, Sohn von Selçuk, 2002-)

## Türkisch-Orthodoxe Kirche von Amerika
Im Jahr 1966 gründeten 20 amerikanische Kirchengemeinden eine Türkisch-Orthodoxe Kirche von Amerika und ernannte den schwarzen Arzt Christopher M. Cragg zu ihrem Erzbischof, der in dieser Funktion den Namen Civet Kristof trug. Die Kirche existierte bis Anfang der 80er Jahre, als Erzbischof Cragg nach Chicago verzog und dort eine Privatklinik eröffnete. Trotz der Namensgleichheit bestand jedoch niemals ernsthafter Kontakt zur türkisch-orthodoxen Kirche in Istanbul.